# Microware Software
Microware war eine US-amerikanische Softwarefirma mit Sitz im Bundesstaat Iowa, die besonders für die Entwicklung des Betriebssystems OS-9 bekannt geworden ist.
Die Firma bestand eigenständig von 1977 bis September 2001, als es von der RadiSys Corporation gekauft wurde. Microware entwickelte zuerst eine Version der Programmiersprache BASIC und später einen Kernel für den Motorola 6800 Prozessor. Danach wurde die Firma von Motorola beauftragt etwas zu produzieren, was später zum BASIC09 für den damals neuen Motorola 6809 Prozessor wurde. Mit der Version von BASIC09 entwickelten sie später das Betriebssystem OS-9.

## Microware Products
- RT68 – das Originalprodukt für den 6800.
- OS-9 und OS-9000 – Eingebettete Echtzeit-Betriebssysteme.
- CD-RTOS – das Betriebssystem, das im Philips CD-i Player benutzt wurde. Dies war eine spezielle Version des OS-9/68K v2.4.
- Ariel – ein Mikro-Betriebssystem, das auf dem OS Microware Betriebssystem aufsetzte.